# Lijst van voetbalinterlands Bosnië en Herzegovina - Finland
Deze lijst van voetbalinterlands is een overzicht van alle officiële voetbalwedstrijden tussen de nationale teams van Bosnië en Herzegovina en Finland. De landen speelden tot op heden zeven keer tegen elkaar. De eerste ontmoeting, een vriendschappelijke interland, werd gespeeld in Zenica op 28 april 2004. Het laatste duel, een groepswedstrijd tijdens de UEFA Nations League 2022/23, vond plaats op 14 juni 2022 in Zenica.

## Wedstrijden
| № | Plaats   | Datum            | Competitie                  | Wedstrijd                       | Uitslag |
| - | -------- | ---------------- | --------------------------- | ------------------------------- | ------- |
| 1 | Zenica   | 28 april 2004    | Vriendschappelijk           | Bosnië en Herzegovina – Finland | 1 – 0   |
| 2 | Tampere  | 8 juni 2019      | EK 2020 kwalificatie        | Finland − Bosnië en Herzegovina | 2 − 0   |
| 3 | Zenica   | 12 oktober 2019  | EK 2020 kwalificatie        | Bosnië en Herzegovina − Finland | 4 − 1   |
| 4 | Helsinki | 24 maart 2021    | WK 2022 kwalificatie        | Finland – Bosnië en Herzegovina | 2 − 2   |
| 5 | Zenica   | 13 november 2021 | WK 2022 kwalificatie        | Bosnië en Herzegovina − Finland | 1 − 3   |
| 6 | Helsinki | 4 juni 2022      | UEFA Nations League 2022/23 | Finland – Bosnië en Herzegovina | 1 – 1   |
| 7 | Zenica   | 14 juni 2022     | UEFA Nations League 2022/23 | Bosnië en Herzegovina − Finland | 3 − 2   |

## Samenvatting
| Competitie          | Totaal gespeeld | Winst Bosnië en Her. | Gelijk | Winst Finland | Doelsaldo Bosnië en Her. – Finland |
| ------------------- | --------------- | -------------------- | ------ | ------------- | ---------------------------------- |
| WK-kwalificatie     | 2               | 0                    | 1      | 1             | 3 − 5                              |
| EK-kwalificatie     | 2               | 1                    | 0      | 1             | 4 − 3                              |
| UEFA Nations League | 2               | 1                    | 1      | 0             | 4 − 3                              |
| Vriendschappelijk   | 1               | 1                    | 0      | 0             | 1 − 0                              |
| Totaal              | 7               | 3                    | 2      | 2             | 12 − 11                            |

Wedstrijden bepaald door strafschoppen worden, in lijn met de FIFA, als een gelijkspel gerekend.

## Details

### Eerste ontmoeting
| Vriendschappelijk (Zenica, Bosnië en Herzegovina, 28 april 2004): |              | |
| Bosnië en Herzegovina | 1 – 0        | Finland |
| Zvjezdan Misimović 88' | goals        | |
| Blaž Slišković | bondscoach   | Antti Muurinen |
| Goran Brašnić 83' Emir Spahić 79' Muhamed Konjić 80' Mirsad Hibić 6' Vedin Musić Vladan Grujić 55' Mirsad Bešlija 78' Sergej Barbarez 63' Hasan Salihamidžić 70' Dragan Blatnjak 48' Elvir Bolić 75' | opstellingen | 50' Antti Niemi 52' Petri Pasanen 47' Janne Saarinen 47' Sami Hyypiä Hannu Tihinen 81' Mika Nurmela 77' Mika Väyrynen 70' Jari Litmanen Joonas Kolkka Aleksej Jerjomenko 70' Jonatan Johansson |
| Saša Papac 6' Ivica Grlić 48' Predrag Šimić 55' Zvjezdan Misimović 63' Elvir Baljić 70' Alen Škoro 75' Mirko Hrgović 78' Bulend Biščević 79' Gradimir Crnogorac 80' Asmir Avdukić 83'                | wissels      | 47' Miika Koppinen 47' Toni Kuivasto 50' Mikko Kavén 52' Janne Salli 70' Markus Heikkinen 70' Pekka Lagerblom 77' Peter Kopteff 81' Miikka Multaharju                                          |
| | gele kaarten | ??' Hannu Tihinen |
| - Debuut van Asmir Avdukić (NK Čelik), Gradimir Crnogorac (FK Sloboda), Predrag Šimić (NK Široki Brijeg), Ivica Grlić (MSV Duisburg) en Alen Škoro (FK Sarajevo) voor Bosnië en Herzegovina.         |              | |

### Tweede ontmoeting
| EK-kwalificatie (Tampere, Finland, 8 juni 2019): |       |                       |
| Finland                                          | 2 – 0 | Bosnië en Herzegovina |
| Teemu Pukki 56' Teemu Pukki 68'                  | goals |                       |

### Derde ontmoeting
| EK-kwalificatie (Zenica, Bosnië en Herzegovina, 12 oktober 2019):               |       |                     |
| Bosnië en Herzegovina                                                           | 4 – 1 | Finland             |
| Izet Hajrović 29' Miralem Pjanić 37' (pen.) Miralem Pjanić 58' Armin Hodžić 73' | goals | 79' Joel Pohjanpalo |
| - Debuut van Adnan Kovačević (Korona Kielce) voor Bosnië en Herzegovina.        |       |                     |

### Vierde ontmoeting
| WK-kwalificatie (Helsinki, Finland, 24 maart 2021):                      |       |                                            |
| Finland                                                                  | 2 – 2 | Bosnië en Herzegovina                      |
| Teemu Pukki 58' Teemu Pukki 77'                                          | goals | 55' Miralem Pjanić 84' Miroslav Stevanović |
| - Debuut van Ermedin Demirović (SC Freiburg) voor Bosnië en Herzegovina. |       |                                            |

N/FS BiH · A-internationals · Bondscoaches · Statistieken · Bosnisch vrouwenelftal · Bosnië U23 · Bosnië U21 · Bosnië U19 · Bosnië U18 · Bosnië U17 · Bosnië U16
1995 – 1999 ·
2000 – 2009 ·
2010 – 2019 ·
2020 − 2029
WK 2014
1995 · 
1996 · 
1997 · 
1998 · 
1999 · 
2000 · 
2001 · 
2002 · 
2003 · 
2004 · 
2005 · 
2006 · 
2007 · 
2008 · 
2009 · 
2010 · 
2011 · 
2012 · 
2013 · 
2014 · 
2015 · 
2016 · 
2017 · 
2018 ·
2019 ·
2020 ·
2021 ·
2022 ·
2023 ·
2024
Albanië ·
Algerije ·
Andorra ·
Argentinië ·
Armenië ·
Azerbeidzjan ·
Bahrein ·
Bangladesh ·
België ·
Brazilië · 
Bulgarije ·
Chili ·
China ·
Costa Rica ·
Cyprus ·
Denemarken ·
Duitsland ·
Egypte ·
Engeland ·
Estland ·
Faeröer ·
Finland ·
Frankrijk ·
Georgië ·
Ghana ·
Gibraltar ·
Griekenland ·
Hongarije ·
Ierland · 
IJsland ·
Indonesië ·
Iran ·
Israël ·
Italië ·
Ivoorkust ·
Japan ·
Joegoslavië · 
Jordanië ·
Kazachstan ·
Koeweit ·
Kroatië ·
Letland ·
Liechtenstein ·
Litouwen ·
Luxemburg ·
Maleisië ·
Malta ·
Mexico ·
Moldavië ·
Montenegro ·
Nederland ·
Nigeria ·
Noord-Ierland ·
Noord-Macedonië ·
Noorwegen ·
Oekraïne ·
Oezbekistan ·
Oman ·
Oostenrijk ·
Paraguay ·
Polen ·
Portugal ·
Qatar ·
Roemenië ·
San Marino ·
Schotland ·
Senegal ·
Servië en Montenegro ·
Slovenië ·
Slowakije ·
Spanje ·
Tsjechië ·
Tunesië · 
Turkije ·
Verenigde Staten · 
Vietnam ·
Wales ·
Wit-Rusland ·
Zimbabwe ·
Zuid-Korea ·
Zweden ·
Zwitserland
Argentinië (2014) ·
Iran (2014) ·
Nigeria (2014)
Finse voetbalbond · A-internationals · Bondscoaches · Statistieken · Fins vrouwenelftal · Olympisch elftal · Finland U21 · Finland U20 · Finland U19 · Finland U18 · Finland U17 · Finland U16
1911 – 1919 ·
1920 – 1929 ·
1930 – 1939 ·
1940 – 1949 ·
1950 – 1959 ·
1960 – 1969 ·
1970 – 1979 ·
1980 – 1989 ·
1990 – 1999 ·
2000 – 2009 ·
2010 – 2019 ·
2020 − 2029
EK 2020
OS 1912 ·
OS 1936 ·
OS 1952 ·
OS 1980
1911 · 
1912 · 
1913 · 
1914 · 
1915 · 1916 · 1917 · 1918 · 
1919 · 
1920 · 
1921 · 
1922 · 
1923 · 
1924 · 
1925 · 
1926 · 
1927 · 
1928 · 
1929 · 
1930 · 
1931 · 
1932 · 
1933 · 
1934 · 
1935 · 
1936 · 
1937 · 
1938 · 
1939 · 
1940 · 
1941 · 
1942 · 
1943 · 
1944 · 
1945 · 
1946 · 
1947 · 
1948 · 
1949 · 
1950 · 
1952 · 
1952 · 
1953 · 
1954 · 
1955 · 
1956 · 
1957 · 
1958 · 
1959 · 
1960 · 
1961 · 
1962 · 
1963 · 
1964 · 
1965 · 
1966 · 
1967 · 
1968 · 
1969 · 
1970 · 
1971 · 
1972 · 
1973 · 
1974 · 
1975 · 
1976 · 
1977 · 
1978 · 
1979 · 
1980 · 
1981 · 
1982 · 
1983 · 
1984 · 
1985 · 
1986 · 
1987 · 
1988 · 
1989 · 
1990 · 
1991 · 
1992 · 
1993 · 
1994 · 
1995 · 
1996 · 
1997 · 
1998 · 
1999 · 
2000 · 
2001 · 
2002 · 
2003 · 
2004 · 
2005 · 
2006 · 
2007 · 
2008 · 
2009 · 
2010 · 
2011 · 
2012 · 
2013 · 
2014 · 
2015 · 
2016 · 
2017 · 
2018 ·
2019 ·
2020
Albanië ·
Algerije ·
Andorra ·
Armenië ·
Azerbeidzjan ·
Bahrein ·
Barbados ·
België ·
Bermuda ·
Bolivia ·
Bosnië en Herzegovina ·
Brazilië ·
Bulgarije ·
Canada ·
Chili ·
China ·
Colombia ·
Costa Rica ·
Cyprus ·
Denemarken ·
DDR ·
(West-)Duitsland ·
Ecuador ·
Egypte ·
Engeland ·
Estland ·
Faeröer ·
Frankrijk ·
Georgië ·
Griekenland ·
Honduras ·
Hongarije ·
Ierland ·
IJsland ·
India ·
Irak ·
Israël ·
Italië ·
Japan ·
Jemen ·
Joegoslavië ·
Jordanië ·
Kameroen ·
Kazachstan ·
Koeweit ·
Kosovo ·
Kroatië ·
Letland ·
Liechtenstein ·
Litouwen ·
Luxemburg ·
Maleisië ·
Malta ·
Marokko ·
Mexico ·
Moldavië ·
Montenegro ·
Nederland ·
Noord-Ierland ·
Noord-Korea ·
Noord-Macedonië ·
Noorwegen ·
Oekraïne · 
Oman ·
Oostenrijk ·
Peru ·
Polen ·
Portugal ·
Qatar ·
Roemenië ·
Rusland ·
San Marino ·
Saoedi-Arabië ·
Schotland ·
Servië ·
Servië en Montenegro ·
Singapore ·
Slovenië ·
Slowakije ·
Sovjet-Unie ·
Spanje ·
Thailand ·
Trinidad en Tobago ·
Tsjechië ·
Tsjecho-Slowakije ·
Tunesië ·
Turkije ·
Uruguay ·
Verenigde Arabische Emiraten ·
Verenigde Staten ·
Wales ·
Wit-Rusland ·
Zuid-Korea ·
Zweden ·
Zwitserland
België (2021) · 
Denemarken (2021) · 
Rusland (2021)